# Сатпаєв (місто)
Сатпа́єв (каз. Сәтбаев) — місто, центр Сатпаєвської міської адміністрації Улитауської області.Населення — 67456 осіб (2021; 60105 у 2009, 58652 у 1999, 58717 у 1989).

## Історія
у 1954 році  за 7 км на північний схід від рудника Жезказган спеціально для гірників почалося будівництво нового робочого селища. 
У 1956 році нове робоче селище названо Нікольськ. 
25 грудня 1973 року Указом Президії Верховної Ради Казахської РСР на базі селища Нікольськ утворено місто Нікольський, до складу якого увійшли селище Жезказган та селище Північне. 
З 1954 по 1973 р. селище знаходилося в адміністративному підпорядкуванні міста Жезказган Жезказганської області.
13 вересня 1990 року місто Нікольський перейменовано на місто Сатпаєв.
З 1997 року місто перебувало в адміністративному підпорядкуванні Карагандинської області.
8 червня 2022 року увійшло до складу новоствореної Улитауської області.

## Соціальна сфера
У місті 3 бібліотеки, 3 клуби, а також КДКП «Культурно-відпочинковий центр м. Сатпаєв».
У місті функціонує 18 об'єктів охорони здоров'я, у тому числі 4 стаціонарні, 2 дитячі санаторії, 1 профілакторій, консультативно — профілактична поліклініка, ПК «Діагностика», ПК «Стоматолог», Станція швидкої допомоги.

## Релігія
У місті існує парафія УГКЦ Святого Пророка Іллі. 22 квітня 2025 року о. Василь Говера  представив нового греко-католицького душпастиря о. Андрія Недоступа.